# Nycteris nana
Nycteris nana е вид бозайник от семейство Nycteridae.

## Разпространение
Видът е разпространен в Ангола, Бурунди, Габон, Гана, Демократична република Конго, Екваториална Гвинея, Камерун, Кения, Кот д'Ивоар, Руанда, Того, Уганда, Централноафриканска република и Южен Судан.